# Marchas por la Libertad
Las Marchas por la Libertad (en catalán, Marxes per la Llibertat) fueron seis marchas organizadas en Cataluña el octubre del 2019 como reacción a las sentencias del juicio al proceso independentista catalán. Después de salir unos días antes desde varios puntos del territorio (Berga, Castelldefels, Gerona, Tarragona, Tárrega y Vich), las diferentes marchas confluyeron en Barcelona en una manifestación de medio millón de personas coincidiendo con la huelga general catalana de octubre de 2019.

### Columna Gerona
La columna Gerona salió el miércoles 16 de octubre de Gerona, pasando por Sils y parando para descansar en Malgrat de Mar. El jueves 17 salió de nuevo desde esta localidad, pasando por Arenys de Mar y llegando a Premiá de Mar, desde donde salió el 18 de octubre para llegar finalmente a Barcelona. instagram @dom.elston

### Columna Vich
La columna Vich salió el miércoles 16 de octubre de la localidad de Vich, pasando por Centellas y parando para descansar en La Garriga. Al día siguiente, la columna salió de La Garriga, pasando por Parets y llegando a San Quirico de Tarrasa, desde donde salió el 18 de octubre para recorrer el último tramo hasta la capital catalana.

### Columna Berga

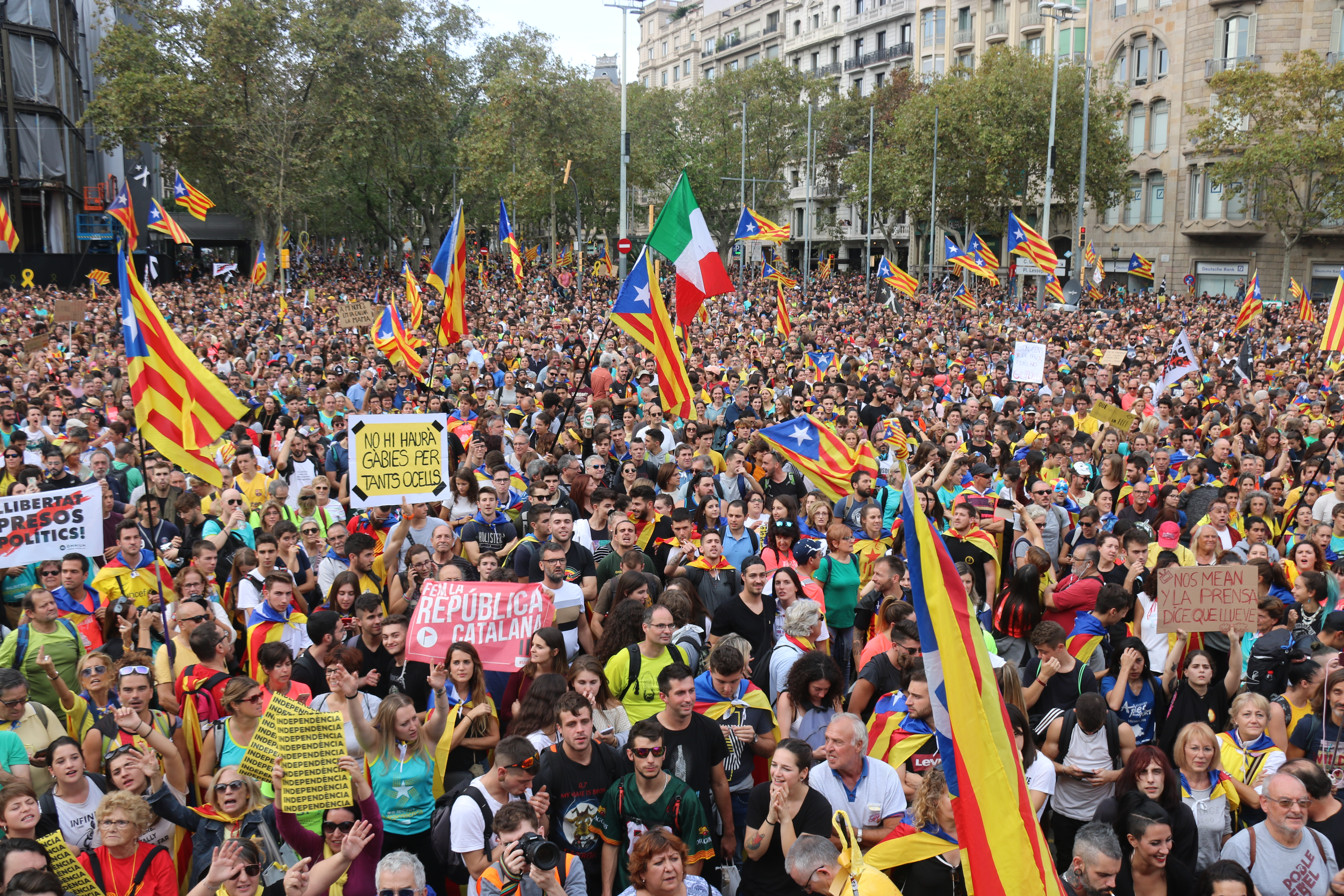
Manifestantes a la confluencia del Paseo de Gracia con la Avenida Diagonal, en la llegada a Barcelona de las Marchas por la libertad.

La columna Berga salió el miércoles 16 de octubre desde Berga, pasando por Navás hasta Manresa. La jornada siguiente la columna salió de Manresa, pasando por Vacarisas y llegando a San Quirico de Tarrasa, desde donde salió el 18 de octubre y se juntó con las otras cinco marchas en Barcelona.

### Columna Tárrega
La columna Tárrega salió el miércoles 16 de octubre de Tárrega, pasando por La Panadella (Montmaneu) y parando para dormir en Igualada. El jueves 17 la columna salió desde esta última ciudad, pasando por Bruch y llegando a Martorell, desde donde emprendió la marcha el 18 de octubre hacia la ciudad condal.

### Columna Tarragona
La columna Tarragona salió el miércoles 16 de octubre de Tarragona, pasando por Vendrell para acabar la jornada en Villafranca del Panadés. Al día siguiente, la columna salió de Igualada, pasando por San Sadurní de Noya y llegando a Martorell, desde donde salió el 18 de octubre hacia Barcelona.

### Columna de los CDR
La columna de los CDR salió desde la localidad de Castelldefels el 18 de octubre llegando aquel mismo día a Barcelona. 